# Tsarevets
La fortaleza de Tsarevets  es una fortaleza medieval situada sobre una colina con el mismo nombre en Veliko Tarnovo, en el norte de Bulgaria. Durante el Segundo Imperio Búlgaro se convirtió en la principal fortaleza y el baluarte más fuerte desde 1185 hasta 1393, encontrándose allí el palacio real y patriarcal.

## Historia
El nombre de Tsarevets proviene del zar, la palabra eslava para rey.  Las primeras pruebas de la presencia humana en el cerro datan del segundo milenio antes de Cristo. Se asentaron en el siglo IV y a finales del siglo V se construyó una fortaleza bizantina. Sobre la base de esta fortaleza se inicia en el siglo XII la construcción de la fortaleza por parte de los búlgaros. Tras la rebelión valaco-búlgara y el establecimiento del Segundo Imperio Búlgaro con su capital en Veliko Tárnovo, la fortaleza se convirtió en la más importante de Bulgaria, a menudo comparada en magnificencia con Roma y Constantinopla. En 1393, la fortaleza fue sitiada por las fuerzas otomanas durante tres meses antes de ser finalmente vencido y quemado el 17 de julio, hecho que marcó la caída del Imperio Búlgaro.
La restauración del complejo se inició en 1930, cuando la primera de las tres puertas principales de la fortaleza fue reconstruida.
Tsarevets es una de las lomas donde por primera vez los arqueólogos han descubierto restos del neolítico que significa que a lo largo de toda la historia de la ciudad de Tsarevets siempre ha sido la sede del poblado existente.
El inicio de las investigaciones de este período data del año 1886 cuando el famoso científico checo-búlgaro Karel Skorpil trabajaba allí. Por primera vez ha sido restaurada la torre de Balduino en los años 30. El auge de la reconstrucción de las murallas u las ruinas se alcanzó durante la época socialista. Los arqueólogos demostraron que Tsarevets no ha sido una fortaleza cerrada sino una ciudad de la medieval densamente poblada. Al mismo tiempo en el territorio de la fortaleza han sido encontrados restos de viviendas y cerámica que pertenecían a los tracios.

## Complejo
El conjunto es una fortaleza compuesta por gruesos muros (que alcanzan hasta los 3,6 m) y fue atendida por tres puertas. La puerta principal estaba en la colina de la parte más occidental, en un estrecho macizo rocoso. La segunda puerta estaba a 18 metros de la primera y la tercera, que existió hasta 1889 estaba 45 m más lejos.
El palacio real está situado en la colina, en una llanura central, siendo en parte un complejo cerrado rodeado por una muralla fortificada, dos torres y dos entradas, una principal de la zona norte y otra en el sur. 
En la cima se situaba el Patriarcado, un complejo de edificios de alrededor de 3000 m², cuya iglesia, que había sido construida sobre otra anterior, fue reconstruida en 1981  y decorada en 1985. Los frescos que adornan el interior han sido pintados en un estilo modernista en contraposición al estilo clásico de los frescos ortodoxos. Las pinturas representan temas cristianos convencionales, así como los momentos gloriosos y trágicos del Segundo Imperio Búlgaro. Hay un trozo de muralla original del siglo XII decorado con un fresco de Madre búlgara.
La torre de Balduino (Балдуинова кула) situada en el sur de la ciudadela recibe su nombre del emperador Balduino I de Constantinopla capturado en Edirne en el año 1205 y que estuvo preso y murió en la torre bajo el reinado de Kaloján de Bulgaria. La torre actual es una reconstrucción de la misma realizada en 1930.
La puerta Asenova es una puerta de tres alturas que une el barrio de Asenova con la ciudadela. La puerta actual fue reconstruida en 1976.
La roca de las ejecuciones situada detrás de las ruinas de la iglesia, era utilizada para defenestrar a los reos condenados a muerte. Esta roca sobresale de la colina, quedando una caída al vacío por la que eran empujados los traidores y criminales al abismo sobre el río Yantra. En esta roca fue ejecutado el Patriarca Joachim por los turcos en 1300.
Durante la Edad Media, los edificios residenciales, talleres de artesanos y de numerosas iglesias y monasterios se encontraban en las laderas de la colina de Tsarevets. Los arqueólogos han descubierto 400 edificios residenciales, diferenciados en cuatro partes, más de veintidós iglesias y cuatro monasterios.

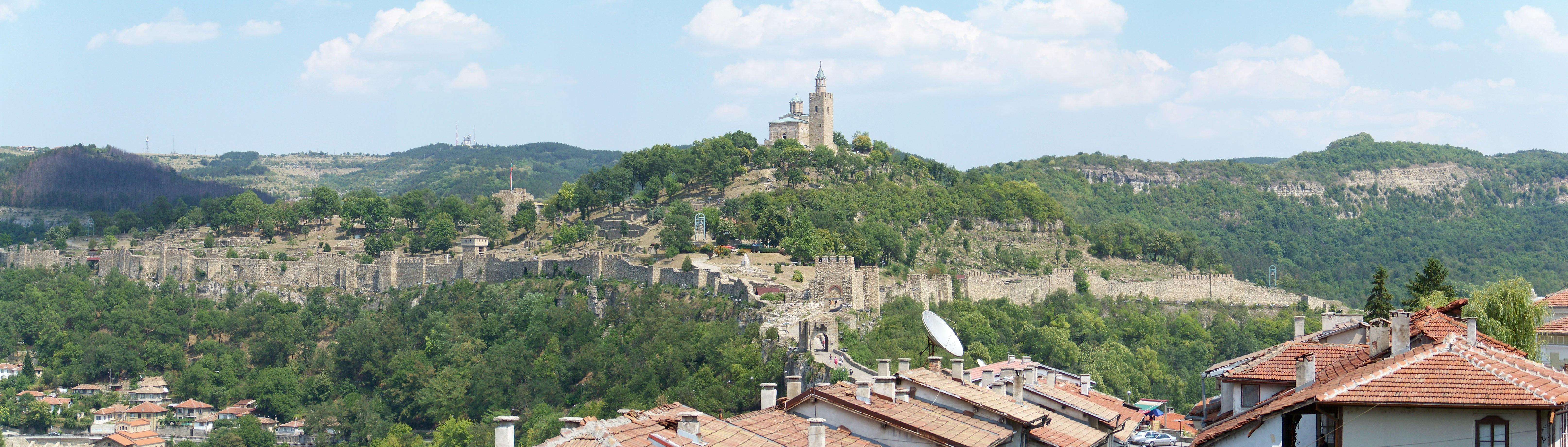
Tsarevets.

## Espectáculo audiovisual
El espectáculo de luz y sonido (Звук и светлина, Zvuk i svetlina) es una atracción que se lleva a cabo en la noche que utiliza tres láseres, luces de diferentes colores, música y campanas de iglesia para contar la historia de la caída de Tarnovo a manos de los otomanos, así como otros momentos clave en la historia de Bulgaria. El espectáculo se inauguró en 1985 celebrando el 800 aniversario de la rebelión valaco-búlgara siendo diseñado por Valo Radev y Jaromir Hnik.

## Galería

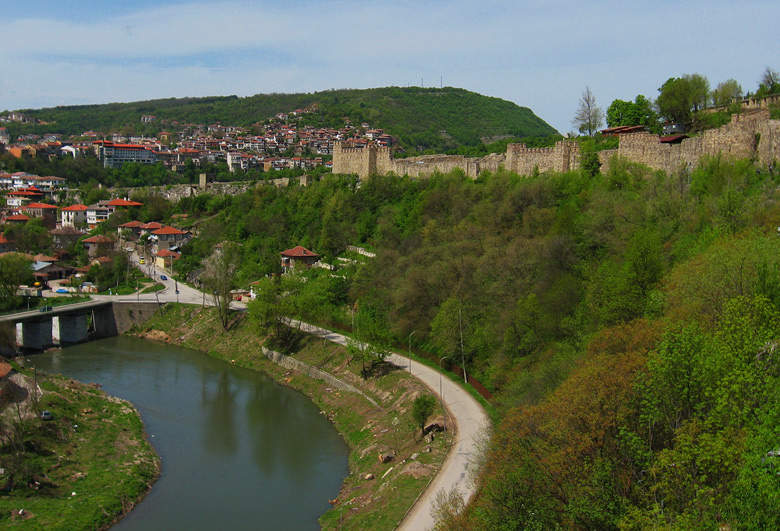
Vista
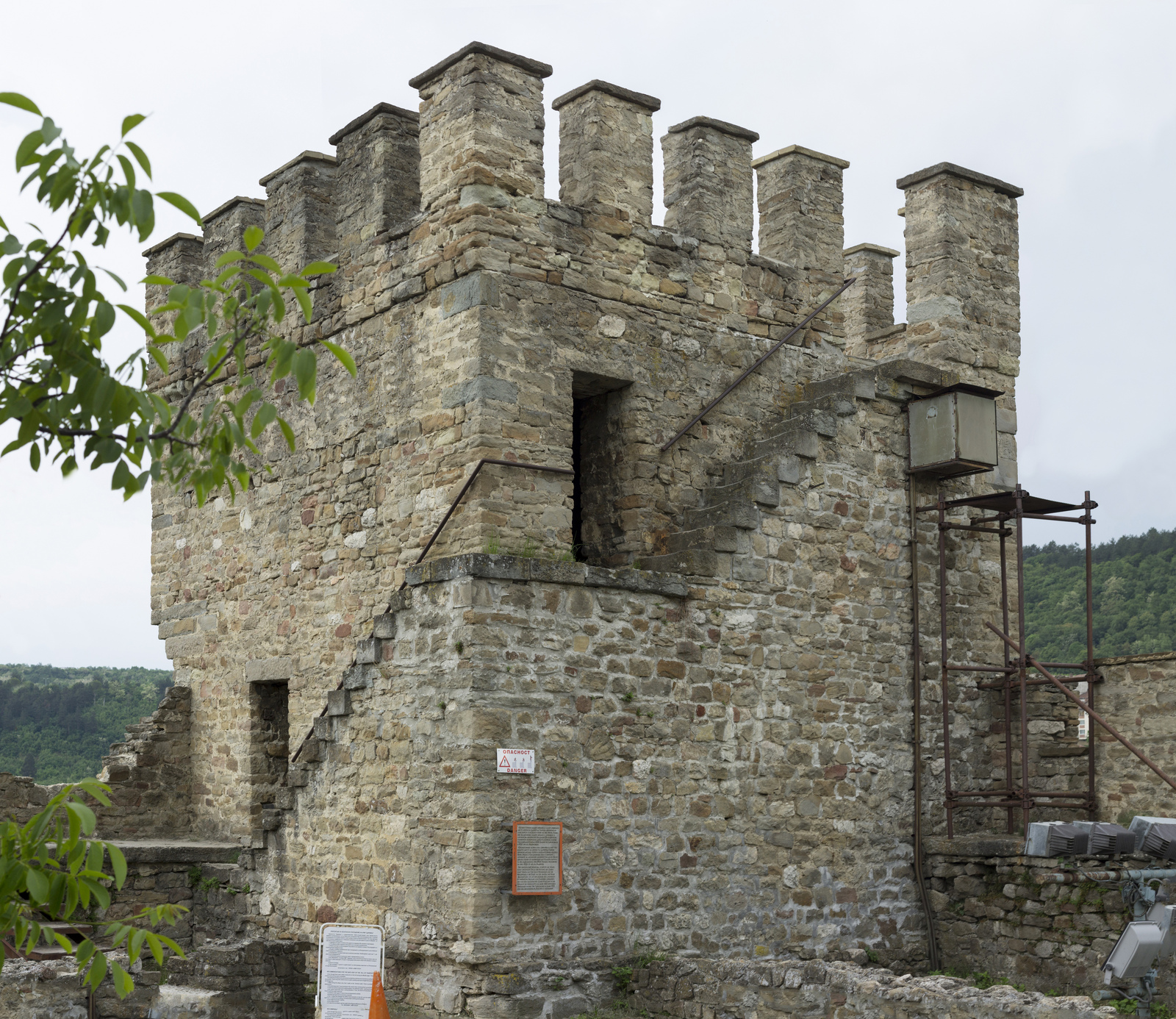
Torre de Balduino.
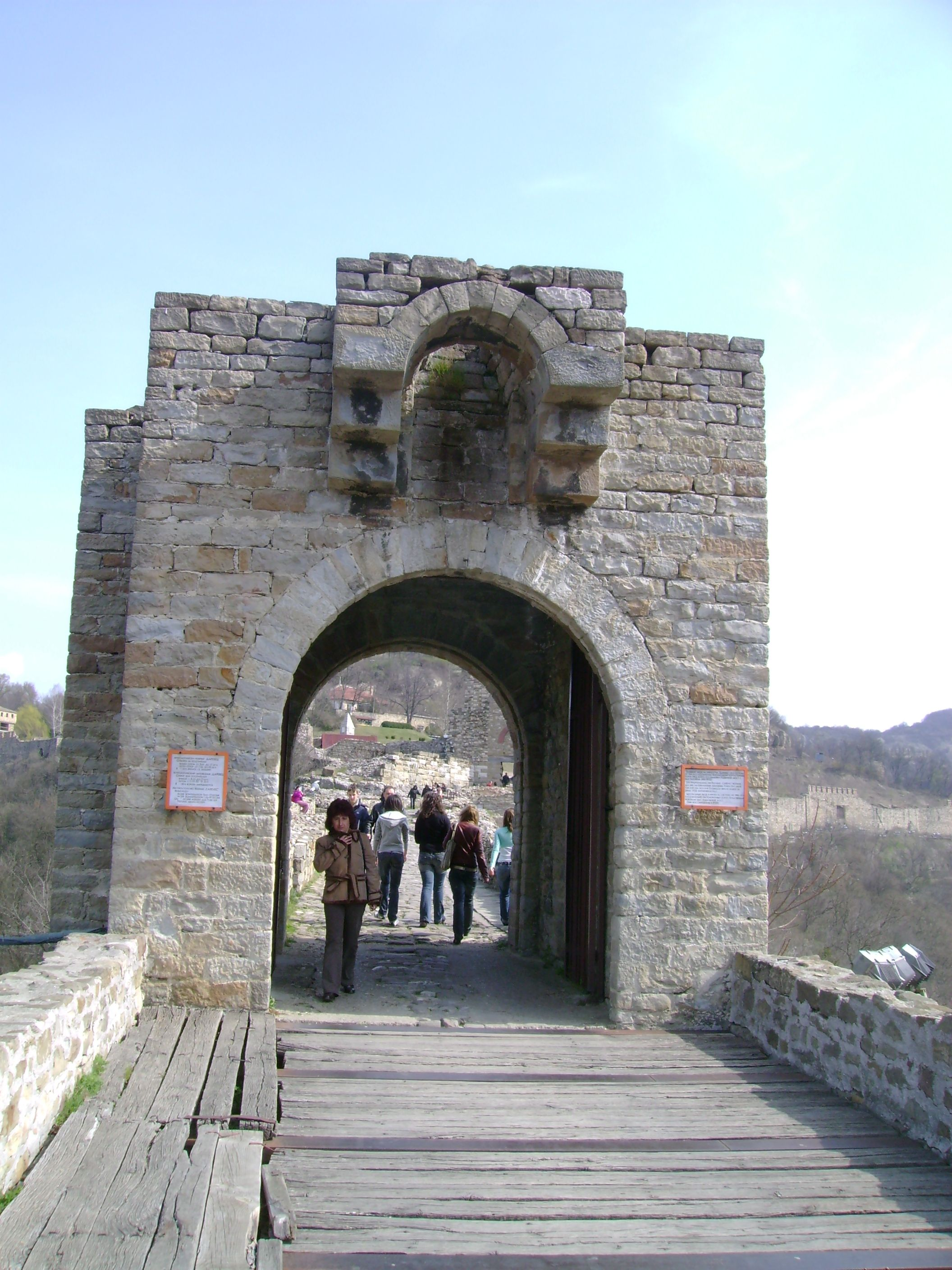
Puerta

- Archivo:Tsarevets Ukraine.png